# Элиневинга, Израэль
Израэль Элиневинга (суахили Israel Elinewinga); 1927 — 9 февраля 2016, дер. Хай, Килиманджаро, Танзания) — танзанийский государственный деятель, министр иностранных дел Республики Танзания (1971—1972).

## Биография
Получив высшее педагогическое образование, работал директором средних школ. В конце 1960-х гг. руководил сферой образования в городе Аруша. Позднее получил назначение директором партийного идеологического колледжа в Кивукони.
В 1970 г. был избран депутатом парламента от деревни Хай в районе Килиманджаро. В 1974 г. опубликовал монографию «Социализм и участие: иммледование президентских и всеобщих выборов 1970 года».
С 1971 по 1972 г. занимал пост государственного министра иностранных дел Танзании, формально возглавлял министерство президент Ньерере. В краткий период нахождения политика на этой должности приориетными считались вопросы деколонизации и последствий январского государственного переворота во главе с Иди Амином в соседней Уганде. В этот период Танзания стала убежищем для представителей национально-освободительных движений в Мозамбике и ЮАР. В частности, он организовал визит в Танзанию Мангосуту Бутелези. Одним из важных событий, которое произошло в это время стало сопротивление африканских государств решению кабинета британских консерваторов во главе с Эдвардом Хитом о продаже оружия южно-африканскому режиму апартеида. Обсуждение данной инициативы стало основным в ходе Совещания глав государств и правительств стран Содружества в Сингапуре в январе 1972 г.
По поручению президента Ньерере он пытался убедить ведущие африканские державы не признавать угандийский режим Амина, в частности, на заседании Совета министров стран Организации африканского единства в феврале 1972. Однако эта дипломатическая миссия оказалась безуспешной.
В 1972—1975 гг. — министр энергетики и развития водных ресурсов Танзании. На этом посту сделал акцент на реализации программ электрификации сельских районе страны, также на решении проблемы дефицита воды из-за миграции сельского населения в Дар-эс-Салам.
В 1975—1977 гг. — министр образования Танзании. Выступил противником ранее принятых ограничительных мер для студентов.
При реформировании кабинета министров в феврале 1977 г. был отправлен в отставку. Не имея дома в Дар-Эс-Саламе, он уехал в сельский округ, где занимался решением проблем своих избирателей. Его попытки вернуться в политическую элиту в борьбе за пост регионального партийного лидера или члена исполнительного комитета Чама Ча Мапиндузи оказались безуспешными. Однако это не заставило его присоединиться к оппозиции.
В последние годы жизни считал главным препятствием для развития страны коррупцию, заявив, что богатство Танзании создавалось патриотами, а теперь оно проедается жадными.